# 山西省体育馆比赛馆
山西省体育馆比赛馆，位于中华人民共和国山西省太原市迎泽区迎泽街道南内环街三社区双塔西街40号，是太原市文物保护单位。
山西省体育馆比赛馆建于1958年。2011年12月31日，太原市人民政府公布其为第三批市级文物保护单位，编号108。